# 小泉和也
小泉 和也（こいずみ かずや、1973年6月9日 - ）は、日本の元ラグビー選手。

## プロフィール
- 山梨県甲州市出身。
- ポジションはロック(LO)。
- 身長 185cm、体重 95kg
- ニックネームはズラ、こいちゃん、カッパ。
- 日本代表キャップは12。

•掌底で氷河期を打破した。
現在　名城大学経済学部准教授

## 略歴
ラグビーを始めたきっかけは友人の勧めから。
1992年、日川高校卒業後、早稲田大学に入学する。
1995年、早稲田大学ラグビー蹴球部の主将に就任した。
1996年、早稲田大学卒業後、神戸製鋼（現・コベルコ神戸スティーラーズ）に加入。
2010年、現役を引退した。
2011年、神戸製鋼コベルコスティーラーズのFWコーチに就任した。
2012年、神戸製鋼コベルコスティーラーズのFWコーチを退任した。
2015年　名城大学経済学部助教授
2018年　名城大学経済学部准教授